# روزی روزگاری در شانگهای (فیلم)
روزی روزگاری در شانگهای (به انگلیسی: Once Upon a Time in Shanghai) فیلمی دقیقه‌ای به کارگردانی وونگ چینگ پو محصول سال ۲۰۱۴ کشور هنگ کنگ است. روزی روزگاری در شانگهای محصول کمپانی martial arts film است. از بازیگران آن می‌توان به Sammo Hung و Philip Ng و Andy On اشاره کرد ضمناً این فیلم یک بازسازی از فیلم Boxer from Shantung با بازیگری Chen Kuan-tai است.